# Claudia Valentine
Claudia Valentine (Newport Beach, California; 9 de junio de 1976) es una actriz pornográfica y modelo erótica estadounidense.

## Biografía
Claudia Valentine nació en el condado californiano de Orange, en junio de 1976, en el seno de una familia con ascendencia hispana e italiana. Se graduó en la Universidad de Arizona. En este estado comenzó trabajando como estríper. Posteriormente se trasladó a San Diego (California), donde acudió al Fashion Institute of Design & Merchandising (FIDM), trabajando para la empresa Quiksilver.
Tras afianzar una carrera como modelo erótica, decidió responder a un anuncio en la web Craigslist en la que buscaban actrices noveles para rodar unas escenas pornográficas. Dio finalmente el salto a esta industria cinematográfica en 2007, a los 31 años de edad. Al igual que otras tantas actrices que comenzaron con más de treinta y cuarenta años en la industria, por su físico, edad y atributos, fue etiquetada como una actriz MILF.
Como actriz ha trabajado con productoras como New Sensations, 3rd Degree, Wicked Pictures, Girlfriends Films, Lethal Hardcore, Brazzers, Penthouse, Zero Tolerance, Blacked, Evil Angel, Adam & Eve, Vivid, Naughty America o Reality Kings, entre otras.
Hizo una breve aparición en la película de 2009 Brüno, ideada y protagonizada por Sacha Baron Cohen.
Ha rodado más de 390 películas como actriz.
Algunas películas de su filmografía son Anytime, Anywhere, Candles, Deep Inside Your Mom, Experience Required, From the Vault, Hot Moms 3, Kinky Cougars, Let Me Stroke You 2, Swallow This 30 o Whores Have Eyes.

## Premios y nominaciones
| Año  | Ceremonia    | Resultado | Premio                                   | Trabajo           |
| ---- | ------------ | --------- | ---------------------------------------- | ----------------- |
| 2020 | Premios XBIZ | Nominada  | Mejor escena de sexo en realidad virtual | Summer Vacation 2 |